# Lucas Horenbout

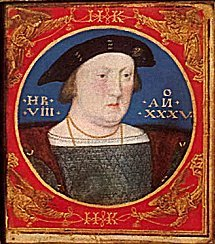
Miniatuurportret van Hendrik VIII, 1525-26, door Lucas Horenbout

Lucas I Horenbout (Gent tussen 1490 en 1495 - Londen 1544) was een Vlaams kunstschilder en miniaturist die in de twintiger jaren van de 16e eeuw naar Engeland trok, overigens zoals zijn vader Gerard Horenbout, die ook kunstschilder en miniaturist was en zijn zus Susanna. In Engeland zijn zij vaak bekend onder de naam Hornebolte.
Lucas kreeg zijn opleiding bij zijn vader in diens atelier in Gent, waar hij lid werd van het Sint-Lucasgilde in 1512. Hugh Paget schrijft dat het lidmaatschap van de Sint-Lucasgilde gebaseerd is op een vals document, zoals aangetoond door Victor Van Der Haeghen.
Hij werd voor het eerst vernoemd in de rekeningen van het hof in september 1525 als Lewke Hornebaud pictor maker, wat tal van activiteiten kan betekenen. In 1531 werd hij aangesteld als hofschilder van  Hendrik VIII en op 22 juni 1534 werd deze functie hem toegewezen voor het leven. Hij werd daardoor een denizen (een burger van vreemde oorsprong), kreeg een woonst toegewezen bij Charing Cross en mocht vier vreemde gezellen inhuren. Lucas kreeg een jaarsalaris van £33 6s. wat voor die tijd een riant salaris was. Hij stierf in Londen in mei 1544 en werd begraven in St. Martin-in-the-Fields. In 1542 had hij nog 10 shilling geschonken voor de bouw van de nieuwe kerk, die ondertussen ook verdwenen is.
 Zijn vrouw Margaret bleef als weduwe achter met haar dochter Jacquemine, maar ze hertrouwde zeer snel, in juli 1544, met Hewe Hawarde. In mei 1547 kreeg zijn weduwe, Margaret, een betaling van 60 shilling van Catharina Parr, de zesde en laatste vrouw, ondertussen weduwe, van Hendrik VIII, voor de betaling van portretten van haar en van haar man, geschilderd door Lucas. Het kan hier even goed om oude schulden gegaan zijn als om de aankoop van portretten die nog in het bezit van Margaret waren. Er is geen gesigneerd of geauthentiseerd werk van hem bekend.
Lucas gaf een opleiding in de miniatuurschilderkunst aan Hans Holbein die in 1536 eveneens in dienst werd genomen door Hendrik VIII, zij het aan een iets lager salaris dan Lucas (£30).
Het wordt vrij algemeen aanvaard dat het Lucas Horenbout was die de portret-miniatuur in Engeland introduceerde. Die vorm van kunstschilderen begon vrij plots in Engeland ten tijde van de aankomst van Lucas. Hij werd misschien geïnspireerd door de miniaturen van Frans I van Frankrijk die Margaretha van Navarre in 1526 naar Hendrik VIII had gestuurd. Er zijn drieëntwintig dergelijke miniaturen aan hem toegeschreven.
- Biografisch Portaal: 54352311
- Gemeinsame Normdatei: 139396039
- RKD-Nederlands Instituut voor Kunstgeschiedenis: 39742
- Union List of Artist Names: 500121636
- Virtual International Authority File: 96578652
- WorldCat: E39PCjqwhwCPrfKcFR33WQQHFq